# Den Danske Naturfond
Den Danske Naturfond (deutsch Dänische Naturstiftung) ist eine dänische, privatwirtschaftlich geleitete Naturschutz-Stiftung, deren übergeordnetes Ziel es ist, für eine Verbesserung des Naturzustandes und der Wasserqualität in Dänemark zu sorgen. Die Stiftung arbeitet für dieses Ziel, indem sie Maßnahmen zur Schaffung und Entwicklung natürlicher Biotope sowie zur Förderung der Lebensräume von Tier- und Pflanzenwelt durchführt. Außerdem ist es Ziel der Stiftung, die Bedingungen und Möglichkeiten für naturverträgliche Erholung und für das Naturerleben zu verbessern.
Der Fonds wurde im Januar 2015 gemeinsam vom dänischen Staat, dem Villum Kann Rasmussen Fond und dem Aage V. Jensen Naturfond gestiftet.

## Geschichte
Am 2. Dezember 2013 unterschrieben die dänische Ministerpräsidentin (dänisch: statsminister) Helle Thorning-Schmidt und die Umweltministerin Ida Auken auf Seiten des dänischen Staates einen Vertrag zur Gründung einer privat-öffentlichen und unabhängigen Stiftung Den Danske Naturfond, zusammen mit den beiden Stiftungen Aage V. Jensen Naturfond und Villum Kann Rasmussen Fond.
Der dänische Staat gab 500 Millionen dänische Kronen (ca. 67 Mio. Euro), während der Villum Fond 250 Mio. Kronen bereitstellte und der Aage V. Jensen Fond 125 Mio. Kronen beisteuerte. Der Staat bezahlte einen jährlichen Betriebskostenzuschuss von 49 Mio. Kronen (ca. 6,5 Mio. Euro). Das dänische Parlament (Folketing) beschloss am 19. Dezember 2014 das Gesetz über Den Danske Naturfond (dän. Lov om Den Danske Naturfond), und so waren der Rahmen für die Stiftungsaktivitäten abgesteckt.
Für das Jahr 2018 stellt die Stiftung Den Danske Naturfond 15 Millionen Kronen zur Unterstützung von kleinen, lokalen Naturschutzvorhaben zur Verfügung.

### Mols Bjerge
Das erste Projekt des Natur Fonds wurde im März 2016 öffentlich gemacht. Hier sollte in Zusammenarbeit mit dem Naturhistorischen Museum und dem Molslabor (dän.: Molslaboratoriet) ein 180 Hektar großer Nationalpark Mols Bjerge entstehen und nachfolgend wilde Pferde ausgesetzt werden in einer 10-jährigen Versuchsperiode.

### Kollunder Wald
Den Danske Naturfond hat im Oktober 2017 den Kollunder Wald (130 ha) an der Flensburger Förde erworben und möchte daraus ein grenzenloses Naturparadies machen. Der Wald gilt in Dänemark als einzigartig, weil er durch seine südliche Lage viele Tier- und Pflanzenarten beherbergt, die aufgrund des Klimas in nördlichen Landesteilen nicht vorkommen. Für 16,75 Millionen Kronen hat Den Danske Naturfond den Wald nach eigenen Angaben übernommen. Das Gesamtbudget beträgt 20 Millionen Kronen. Teile des Waldes sollen unberührt bleiben, andere Abschnitte werden einer Renaturierung unterzogen, ehe auch sie sich quasi selbst überlassen werden. Mit dem Kauf und der ursprünglichen Gestaltung des Waldes erhoffen sich Naturfond und die Kommune Apenrade eine Aufwertung des insgesamt 74 km langen Gendarmenpfads, der durch den Kollunder Wald führt.

### Insel Mandø
2017 kaufte Den Danske Naturfond 127 ha Ländereien auf der dänischen Watteninsel Mandø, um die Zugvögel und die einmalige Natur auf der Insel dauerhaft zu schützen. Damit stehen jetzt 175 ha Land unter Schutz. Die Stiftung wendet dazu 12 Mio. dän. Kronen auf.